# 우구라촌
우구라촌(鵜倉村)은 미에현 와타라이군에 있던 촌이다. 현재의 미나미이세정의 서쪽 끝에 해당한다.

## 역사
- 1889년 4월 1일 - 정촌제 시행에 의해 와타라이군 우구라촌이 성립하였다.
- 1955년 4월 1일 - 요시즈정, 시마즈촌, 나카지마촌과 합병해 미나미이세정이 성립하여, 동일 우구라촌은 폐지되었다.

## 참고문헌
- 가도카와 일본 지명 대사전 24 三重県